# Heinz Lindner
Heinz Lindner (Linz, 1990. július 17. –) osztrák válogatott labdarúgó, a svájci Sion kapusa.

## Pályafutása

### Klubcsapatokban
A LASK Linz és az Austria Wien korosztályos csapataiban nevelkedett. Először az Austria Wien tartalékjai között számítottak rá, majd 2010-ben lett az első keret tagja. 2010. február 13-án mutatkozott be a felnőtteknél az SV Kapfenberg ellen 4–3-ra megnyert bajnoki találkozón a 27. percben a sérült Sáfár Szabolcsot váltotta. 2015. április 16-án klubja hivatalosan jelentette be, hogy nem tudtak megállapodni a szerződés hosszabbításról. A 2015–16-os szezon előtti felkészülési időszakban a német Eintracht Frankfurt csapatába szerződött, 2017. június 30-ig szóló szerződést aláírva. Augusztus 8-án mutatkozott be a német kupa első fordulójában a Bremer SV ellen. 2017. január 21-én debütált a bajnokságban az RB Leipzig ellen, amikor is a 3. percben Lukáš Hrádecký kiállították és nem sokkal később Branimir Hrgota cseréjeként pályára lépett. A szerződése lejártát követően a svájci Grasshopper  csapatába igazolt. 2019 nyarán elhagyta a klubot és három hónapig szabadúszó volt, majd októberben a Bundesliga 2-ben szereplő Wehen Wiesbaden játékosa lett. Október 4-én mutatkozott be a VfB Stuttgart ellen 2–1-re megnyert bajnoki mérkőzésen. 2020. szeptember 8-án a Basel csapatának lett a labdarúgója, amellyel 2023-ig szóló szerződést kötött. 2022. június 26-án a Sionhoz igazolt. 2023. május 16-án hererákot diagnosztizáltak nála. Egy hónappal később visszatért az edzéshez, azonban nem tért vissza csapatba, mivel a klub nem kért számára licencet.
2024. január 16-án félévre kölcsönbe került a belga Union Saint-Gilloise csapatához.

### A válogatottban
Többszörös ifjúsági válogatott. 2012. június 1-jén mutatkozott be a felnőttek között Ukrajna elleni barátságos mérkőzésen. Tagja volt a 2016-os labdarúgó-Európa-bajnokságon részvevő válogatottnak, de pályára nem lépett. 2021 májusában bekerült az Európa-bajnokságra készülő bő keretbe, de a szűkítés során viszont kikerült. 2024 májusában ismét a bő keretbe került a 2024-es labdarúgó-Európa-bajnokságra megnevezett játékosok listáján, majd a szűkítés során kiderült, hogy utazhat Németországba a válogatottal.

## Statisztika

### Klub
2022. május 22. szerint.
| Klub                | Szezon   | Bajnokság            | Bajnokság | Bajnokság | Kupa  | Kupa  | Nemzetközi | Nemzetközi | Összesen | Összesen |
| Klub                | Szezon   | Osztály              | Mérk.     | Gólok     | Mérk. | Gólok | Mérk.      | Gólok      | Mérk.    | Gólok    |
| ------------------- | -------- | -------------------- | --------- | --------- | ----- | ----- | ---------- | ---------- | -------- | -------- |
| Austria Wien II     | 2007–08  | First League         | 1         | 0         | —     | —     | —          | —          | 1        | 0        |
| Austria Wien II     | 2008–09  | First League         | 10        | 0         | 4     | 0     | —          | —          | 14       | 0        |
| Austria Wien II     | 2009–10  | First League         | 13        | 0         | 2     | 0     | —          | —          | 15       | 0        |
| Austria Wien II     | 2010–11  | Regional League East | 2         | 0         | —     | —     | —          | —          | 2        | 0        |
| Austria Wien II     | Összesen | Összesen             | 26        | 0         | 6     | 0     | —          | —          | 32       | 0        |
| Austria Wien        | 2009–10  | Osztrák Bundesliga   | 16        | 0         | 1     | 0     | 0          | 0          | 17       | 0        |
| Austria Wien        | 2010–11  | Osztrák Bundesliga   | 24        | 0         | 0     | 0     | 6          | 0          | 30       | 0        |
| Austria Wien        | 2011–12  | Osztrák Bundesliga   | 23        | 0         | 5     | 0     | 3          | 0          | 31       | 0        |
| Austria Wien        | 2012–13  | Osztrák Bundesliga   | 36        | 0         | 4     | 0     | —          | —          | 40       | 0        |
| Austria Wien        | 2013–14  | Osztrák Bundesliga   | 36        | 0         | 1     | 0     | 10         | 0          | 47       | 0        |
| Austria Wien        | 2014–15  | Osztrák Bundesliga   | 31        | 0         | 6     | 0     | —          | —          | 37       | 0        |
| Austria Wien        | Összesen | Összesen             | 166       | 0         | 17    | 0     | 19         | 0          | 202      | 0        |
| Eintracht Frankfurt | 2015–16  | Bundesliga           | 0         | 0         | 1     | 0     | —          | —          | 1        | 0        |
| Eintracht Frankfurt | 2016–17  | Bundesliga           | 2         | 0         | 0     | 0     | —          | —          | 2        | 0        |
| Eintracht Frankfurt | Összesen | Összesen             | 2         | 0         | 1     | 0     | —          | —          | 3        | 0        |
| Grasshoppers        | 2017–18  | Svájci Super League  | 36        | 0         | 4     | 0     | —          | —          | 40       | 0        |
| Grasshoppers        | 2018–19  | Svájci Super League  | 35        | 0         | 0     | 0     | —          | —          | 35       | 0        |
| Grasshoppers        | Összesen | Összesen             | 71        | 0         | 4     | 0     | —          | —          | 75       | 0        |
| Wehen Wiesbaden     | 2018–19  | Bundesliga 2         | 23        | 0         | 0     | 0     | —          | —          | 23       | 0        |
| Wehen Wiesbaden     | Összesen | Összesen             | 23        | 0         | 0     | 0     | —          | —          | 23       | 0        |
| Basel               | 2020–21  | Swiss Super League   | 31        | 0         | 0     | 0     | 0          | 0          | 31       | 0        |
| Basel               | 2021–22  | Swiss Super League   | 36        | 0         | 0     | 0     | 14         | 0          | 50       | 0        |
| Basel               | Összesen | Összesen             | 67        | 0         | 0     | 0     | 14         | 0          | 81       | 0        |
| Összesen            | Összesen | Összesen             | 355       | 0         | 28    | 0     | 33         | 0          | 416      | 0        |

1. 1 2  Pályára lépesei az Európa-ligában.
2. ↑  Pályára lépései Bajnokok ligájában.

### Válogatott
2021. március 31-én frissítve.
| Ausztria | Ausztria        | Ausztria |
| Év       | Pályára lépések | Gólok    |
| -------- | --------------- | -------- |
| 2011     | 0               | 0        |
| 2012     | 2               | 0        |
| 2013     | 3               | 0        |
| 2014     | 2               | 0        |
| 2015     | 0               | 0        |
| 2016     | 1               | 0        |
| 2017     | 8               | 0        |
| 2018     | 8               | 0        |
| 2019     | 4               | 0        |
| 2020     | 0               | 0        |
| 2021     | 0               | 0        |
| Összesen | 28              | 0        |

## Sikerei, díjai
- Austria Wien
  - Osztrák bajnok: 2012–13

## Külső hivatkozások
- Heinz Lindner adatlapja a Kicker oldalon (németül)
- Heinz Lindner adatlapja a Transfermarkt oldalon (angolul)
- Heinz Lindner adatlapja a Soccerway oldalon (angolul)